# Liste der Schweizer Meister im Radball
Die Liste der Schweizer Meister im Radball listet alle Sportler auf, die seit 1950 einen Schweizermeistertitel im Radball gewannen. Seit 2001 sind auch die Silber- und Bronzemedaillengewinner aufgelistet.
Rekordmeister in dieser Zeit ist Paul Oberhänsli vom RMV Mosnang der von 1974 bis 1987 mit verschiedenen Spielpartnern insgesamt 12 Meistertitel gewann. Die meisten Siege in Folge gewannen Peter Kern und Marcel Bosshart vom RMV Pfungen zwischen 1991 und 1999.

## Sieger
| Verein | Gold | Spieler |

| Verein | Silber | Spieler |

| Verein | Bronze | Spieler |